# Lawdy Miss Clawdy
«Lawdy Miss Clawdy» (или «Lawdy, Miss Clawdy») — песня на английском языке. Автор и первый исполнитель — Ллойд Прайс.
Ллойд Прайс написал эту песню в 19 лет и впервые записал её в 1952 году во время своей первой звукозаписывающей сессии для Арта Рупа и лейбла Specialty Records. Запись продюсировал Дейв Бартоломью. Фэтс Домино аккомпанировал Прайсу на фортепьяно. Сингл с этой песней стал одной из наиболее продаваемых пластинок 1952 года.
Впоследствии песня исполнялась и записывалась множеством музыкантов, среди которых Элвис Пресли, Литл Ричард, The Hollies, The Animals, The Beatles, Мики Гилли, Джо Кокер, Карл Перкинс, Пол Маккартни и др.
В 2015 году журналист мемфисской ежедневной газеты The Commercial Appeal Крис Херрингтон в своём списке 50 лучших песен Элвиса Пресли поставил песню «Lawdy Miss Clawdy» на 26-е место.
Кроме того, песня «Lawdy Miss Clawdy» в исполнении Ллойда Прайса входит в составленный Залом славы рок-н-ролла список 500 Songs That Shaped Rock and Roll.